# Hans Vilhelm Riber
Hans Vilhelm Riber (født 7. januar 1760 i København, død 26. november 1796) var en dansk lærer, forfatter, oversætter og tidsskriftredaktør.
Riber var søn af Hans Christian Riber, hørkræmmer og kasserer ved Københavns Brandkasse. Allerede i sit 5. år blev han forældreløs og kom så i huset hos en farbroder, der, for at skærme drengen mod sædelig smitte, lod ham undervise i hjemmet og holdt ham borte fra omgang med andre børn; af samme grund afslog han senere et tilbud om Regensen for sin plejesøn.
1774 tog Riber, 14½ år gammel, en god eksamen artium, hvad der henledte opmærksomheden på ham. Han begyndte at studere teologi, men fik aldrig nogen embedseksamen, i det litterære interesser tidlig drog ham bort fra embedsstudierne.
Han oversatte i årenes løb en del skrifter, særlig religiøse, fra svensk, tysk og engelsk, blandt andet William Shakespeares King Lear (1797).
Fra 1785 til nr. 15 i 1790 redigerede han Lærde efterretninger, der under hans ledelse blev vort vigtigste kritiske tidsskrift som organ for den litterære fremskridtsretning. I samme tidsrum var han redaktør af en række poetiske nytårsgaver, der udkom hos bogtrykker Johan Frederik Schultz. Til disse så vel som til forskellige tidsskrifter leverede han selv poetiske bidrag. Hans digte, der ikke frembyder noget ejendommeligt, udkom i en samlet udgave 1803.
Det var vel nærmest i egenskab af digter, at han blev medlem af den kommission, som udarbejdede den evangelisk-kristelige salmebog.
Riber var et af de første medlemmer af det 1786 stiftede "Selskabet for Efterslægten", og hans virksomhed som frivillig lærer ved dette selskabs skole henledte opmærksomheden på ham som pædagog. På offentlig bekostning foretog han i sommeren 1790 en rejse til nogle undervisningsanstalter i Nordtyskland og blev efter sin hjemkomst ansat som andenlærer ved det da lige oprettede Blågård Seminarium. Her vandt han anerkendelse som pædagog ved sin blide tålmodighed og sin klare fremstilling.
Hans Læsebog for Borger- og Almueskoler, en bearbejdelse af Christian Gotthilf Salzmanns Moralisches Elementarbuch, udkom i 4. oplag i 1818.
Riber var, som man til dels kan slutte sig til af hans opdragelse, en stille, ikke særlig fremtrædende og ikke meget udpræget natur. Han var gift med Anna Marie født von Haven, en datter af professor Peder von Haven.